# Friedrich Hofmann (Kirchenmusiker)
Friedrich Hofmann (* 27. November 1910 in Sondheim im Grabfeld; † 13. April 1998 in Ansbach) war ein deutscher 
evangelisch-lutherischer Theologe, Pfarrer, Hymnologe und Kirchenmusiker.

## Biografie
Friedrich Hofmann wurde in einer fränkischen Lehrerfamilie geboren, der er seine religiöse und musikalische Prägung verdankte. Nach dem Abitur 1930 am Wilhelmsgymnasium München studierte er bis 1934 Theologie in München, Berlin, Erlangen und Tübingen. 
In Nürnberg absolvierte er das Predigerseminar und erhielt nach einer Vikariatszeit 1938 seine erste Pfarrstelle in Zeilitzheim in Unterfranken, die er bis 1953 innehatte. Kurz nach Übernahme der ersten Pfarrstelle 1938 heiratete er die in Südwestafrika geborene Missionarstocher Hildegard Brockmann (* 1912). 1940 wurde er zum Kriegsdienst einberufen und war bis 1945 Offizier. Von 1953 an war er Beauftragter für die Kirchenmusik der 
bayerischen Landeskirche, eine Tätigkeit, die zunehmend auch liturgische, hymnologische und ökumenische Belange einschloss. 1960 wurde er Dekan in Neumarkt in der Oberpfalz, war aber von 1960 bis 1970 auch für die kirchenmusikalischen Belange der bayerischen Landeskirche tätig. Von 1970 bis 1975 widmete er sich wieder ausschließlich der Betreuung der Kirchenmusik in der bayerischen Landeskirche. Seine Ruhestandsjahre verbrachte er in Roth bei Nürnberg und in Ansbach.

## Publikationen (Auswahl)

### Bücher
- Lichtblicke. Geistliche Gedichte und Liedtexte von Friedrich Hofmann. Erste Auflage: E. Theo Hofmann Verlag, Frankfurt 1992. Neuauflage: Carus-Verlag, Stuttgart 2010, ISBN 978-3-89948-152-5.

### Noteneditionen
- Kantate. (Hg.) Chorpartituren-Reihe: 1958, 1959, 1960, 1962, 1963. Merseburger Verlag.
- 43 vierstimmige Sätze zu Kirchenliedern. (Hg.) Chorpartitur. Nürnberg 1965.
- Klingende Runde. Chorpartitur (Hg.) Bd. 1 (1979) Bd. 2 (1983). Merseburger Verlag.

## Vertonte Texte
- Der Sohn der wieder heimkehrte. Musik: Hans Schmitt-Mannheim, Carus-Verlag 1993.
- Die dunkle Nacht des Petrus. Musik: Gustav Gunsenheimer, Carus-Verlag 1993.
- Herr, nimm weg die Angst. Musik: Ludger Stühlmeyer, 2014 (Sologesang, Violine und Orgel).
- Im Meer der Fragen. Musik: Ludger Stühlmeyer, 2014 (Sologesang, Violine und Orgel).
- Das leere Kreuz. Musik: Ludger Stühlmeyer, 2014 (Chormotette).